# 十二指肠大乳头
十二指肠大乳头（major duodenal papilla）是由肝胰壶腹周围及其附近括约肌突向肠腔，使十二指肠黏膜隆起形成纵襞的一个乳头状隆起；胆总管和胰管流入其中，即胆总管和胰管的共同开口处。在大多数人中，十二指肠大乳头是分泌胆汁和其他促进消化的酶的主要机制。

## 结构
十二指肠大乳头位于十二指肠的第二部分（降部后内侧壁），距幽门7-10厘米，与第二或第三腰椎水平。它被圆形肌肉奥迪括约肌包围，并接收来自法特壶腹的胰酶和胆汁的混合物，该壶腹引流胰管和胆道系统。前肠和中肠的交界处直接位于十二指肠大乳头下方。十二指肠大乳头突出到十二指肠腔内不到一厘米。它呈圆形，通常被乳头最上侧的褶皱覆盖； 即从胃中接收内容物的一侧。
从十二指肠可以看到主要的十二指肠乳头位于黏膜皱襞内。十二指肠小乳头位于近端2cm。

### 变异
十二指肠大乳头偶见于十二指肠降部与水平部的交界处，或十二指肠的水平部；一项针对1000人的案例研究表明，这一比例分别为12%和8%。在十二指肠的第三部分，椎骨水平可能为L2-3，约10%的人可能不接受胆汁。此外，在少数人中，用于引流胰腺的主要乳头实际上可能是副胰管。

## 功能
胰酶和胆汁从胰管和胆道系统流入十二指肠。有助于食物的消化；尤其是蛋白质（胰酶）和脂溶性维生素（胆汁）。

## 临床意义
小乳头引流圣托里尼导管，位置高于大乳头。在胰腺分裂中，小乳头排出大部分胰腺分泌物，大乳头排出少量分泌物，可能会形成圣托里尼塞，导致分泌物阻塞并导致胰腺炎。

## 历史
十二指肠大乳头于1685年由 Gottfried Bidloo首次描述，有时以德国解剖学家亚伯拉罕·法特（Abraham Vater）的名字命名为法特乳头。